# Errico Petrella
Errico Petrella (Palermo, 10 dicembre 1813 – Genova, 7 aprile 1877) è stato un compositore italiano.

## Biografia

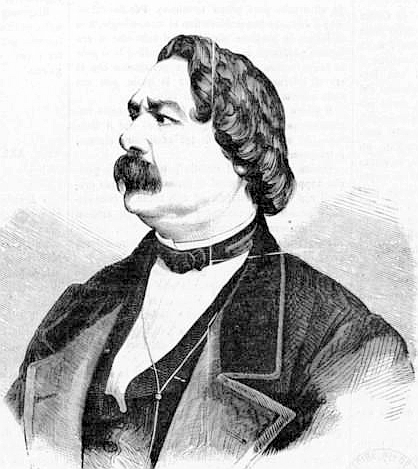
Errico Petrella ritratto da Francesco Gonin

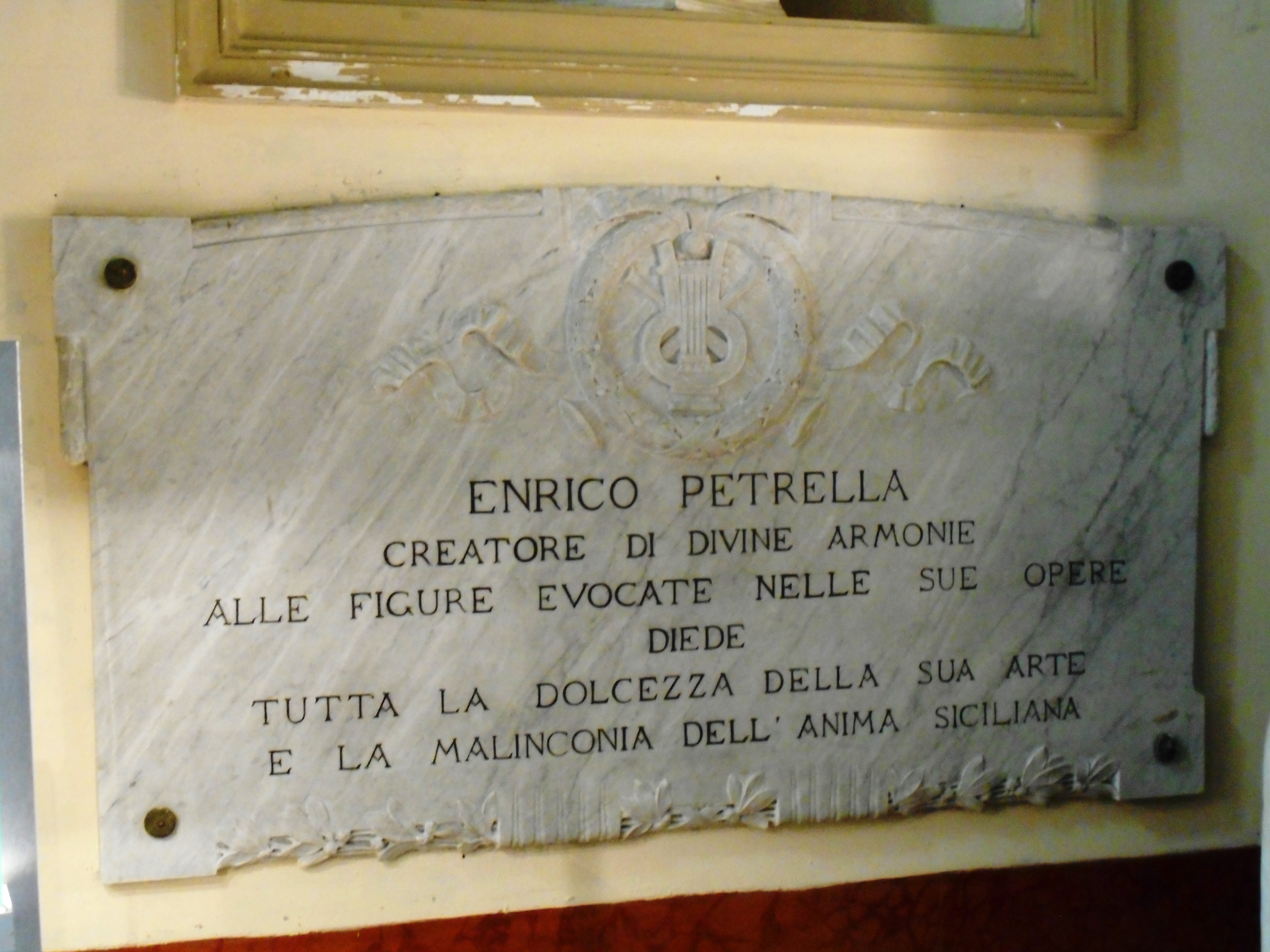
Tomba di Errico Petrella

Studiò presso il Collegio di musica di Napoli con Francesco Ruggi, Nicola Zingarelli e con Vincenzo Bellini come ‘maestrino’. Esordì in campo operistico molto presto, nel 1829 a Napoli al Teatro Fenice con l’opera buffa Il diavolo color di rosa, che gli costò l’espulsione dalla scuola di musica per non aver rispettato la regola che vietava agli allievi di dar saggi in pubblico. Proseguì con l’attività compositiva proponendo vari titoli fino al 1851, quando il grande successo de Le precauzioni ossia il carnevale di Venezia (Napoli, Teatro Nuovo) gli aprì le porte del Teatro San Carlo prima col Marco Visconti (1854) e, subito dopo, del Teatro alla Scala con Jone ovvero l’ultimo giorno di Pompei (1858). 
Iniziò un periodo molto felice ma poco duraturo della sua carriera. Dopo il grande successo al Teatro Regio di Torino del dramma lirico La contessa d’Amalfi (1864), da cui D’Annunzio trasse spunto per una delle Novelle della Pescara, e I promessi sposi (1869), divenne personaggio di spicco nella cultura musicale milanese. Ottenne la stima di Pacini, Mercadante, Bellini e Donizetti, ma non tanto di Verdi, che comunque lo invitò a collaborare al progetto, mai realizzato, della composizione di una Messa da Requiem in memoria di Rossini.
Scrisse 25 opere, di cui la più fortunata fu Jone (1858), su libretto di Giovanni Peruzzini tratto dal romanzo di Edward Bulwer-Lytton, e ambientato durante l'eruzione del Vesuvio a Pompei. Di Jone rimase famosa la marcia funebre del IV atto, che accompagna Glauco al supplizio, poi interrotto dall'eruzione del vulcano. Tale marcia è tuttora eseguita a volte nel repertorio di bande musicali.
Nel 1870, dopo la morte di Saverio Mercadante che era direttore del conservatorio di Napoli, Petrella fu tra i possibili successori, ma fu nominato Lauro Rossi, che era già direttore al Conservatorio di Milano.

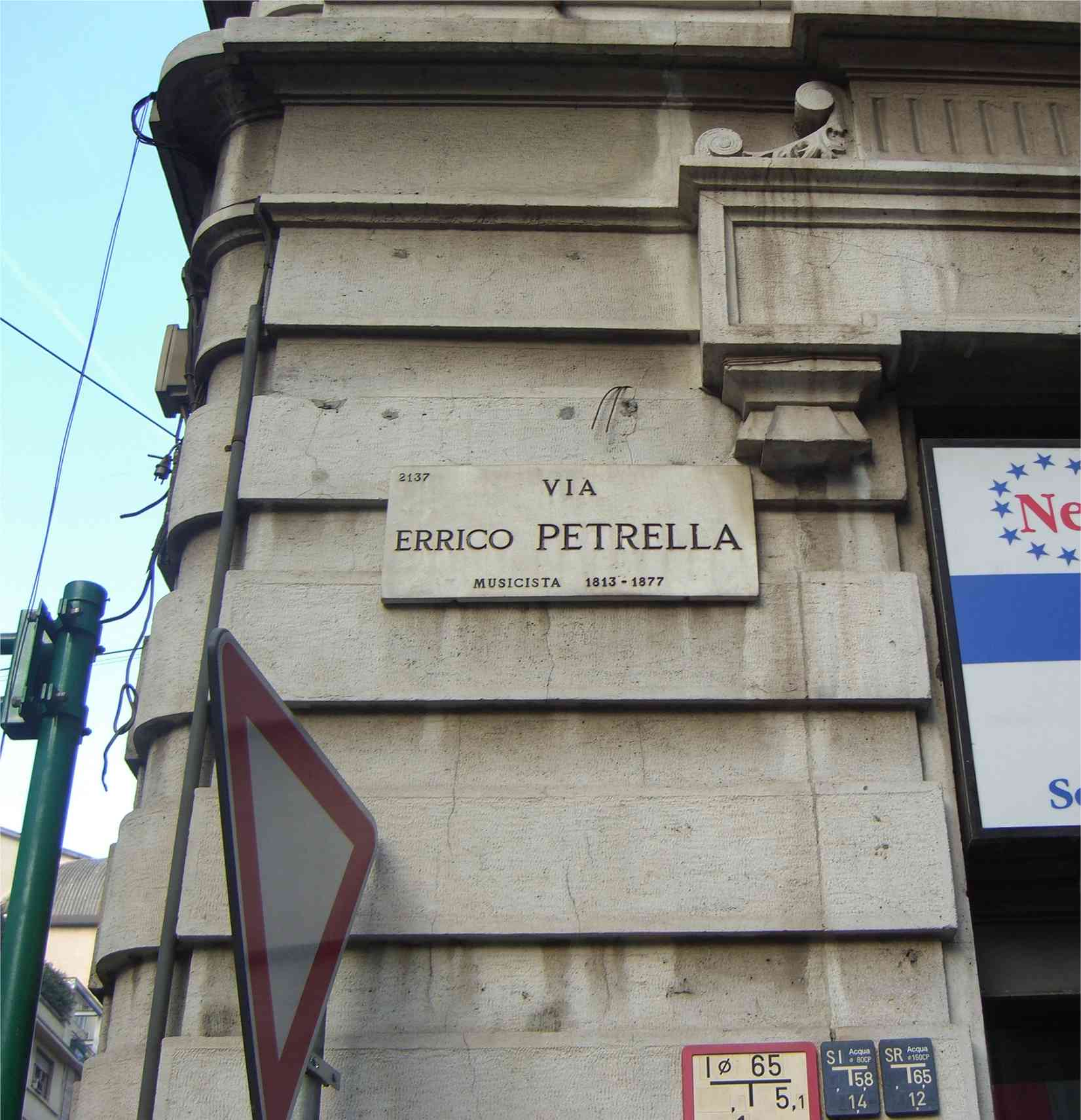
Via Errico Petrella in Milano zona Stazione Centrale

Fu l'operista di punta dell'editore Lucca, che tentò di contrapporlo a Giuseppe Verdi, sostenuto da Casa Ricordi. Cedette i diritti delle opere Celinda, Caterina Howard, La Contessa di Amalfi all'editore musica torinese Giudici e Strada.
Malato di diabete, morì poverissimo a Genova. È sepolto a Palermo, nella chiesa di San Domenico, il Pantheon siciliano.
Alcune sue opere, Jone e La Contessa d’Amalfi, rimasero in repertorio fino agli anni Venti del Novecento ed ebbero, agli esordi dell’industria discografica, numerose incisioni.

## Tributi e omaggi
Il Comune di Milano gli ha dedicato una via, in zona Stazione Centrale, mentre il Comune di Torino gli ha intitolato una via nella zona detta "dei musicisti" nel quartiere Barriera di Milano. A Genova gli è stata intitolata una piazza a Certosa, nel quartiere di Rivarolo (Genova), ed è stata apposta una lapide nella casa in cui è morto, in via Galeazzo Alessi, 8. A Longiano, in Provincia di Forlì-Cesena gli è stato intitolato il Teatro.

## Opere teatrali

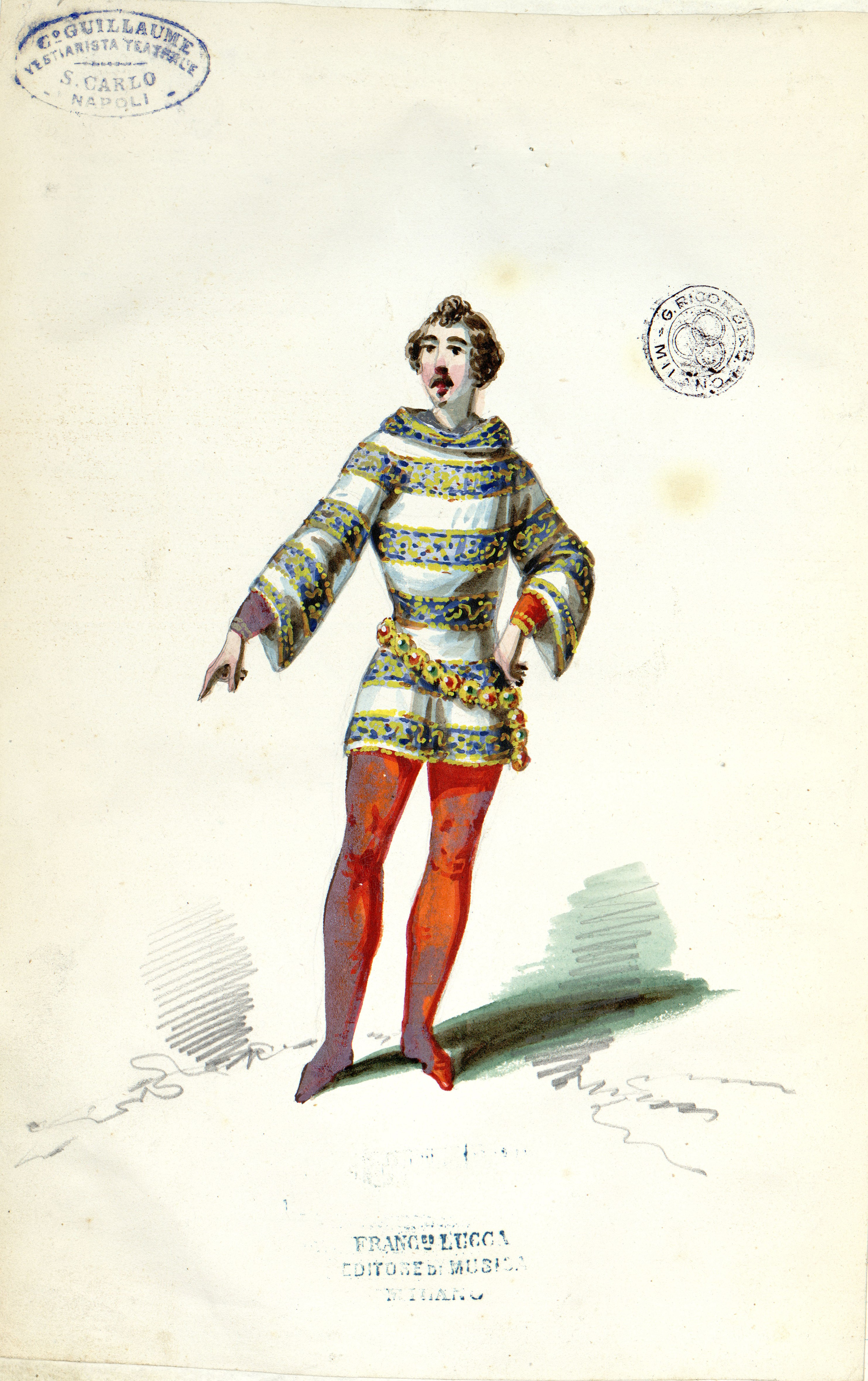
Manfredo, figurino per Manfredo (1872).
Archivio Storico Ricordi

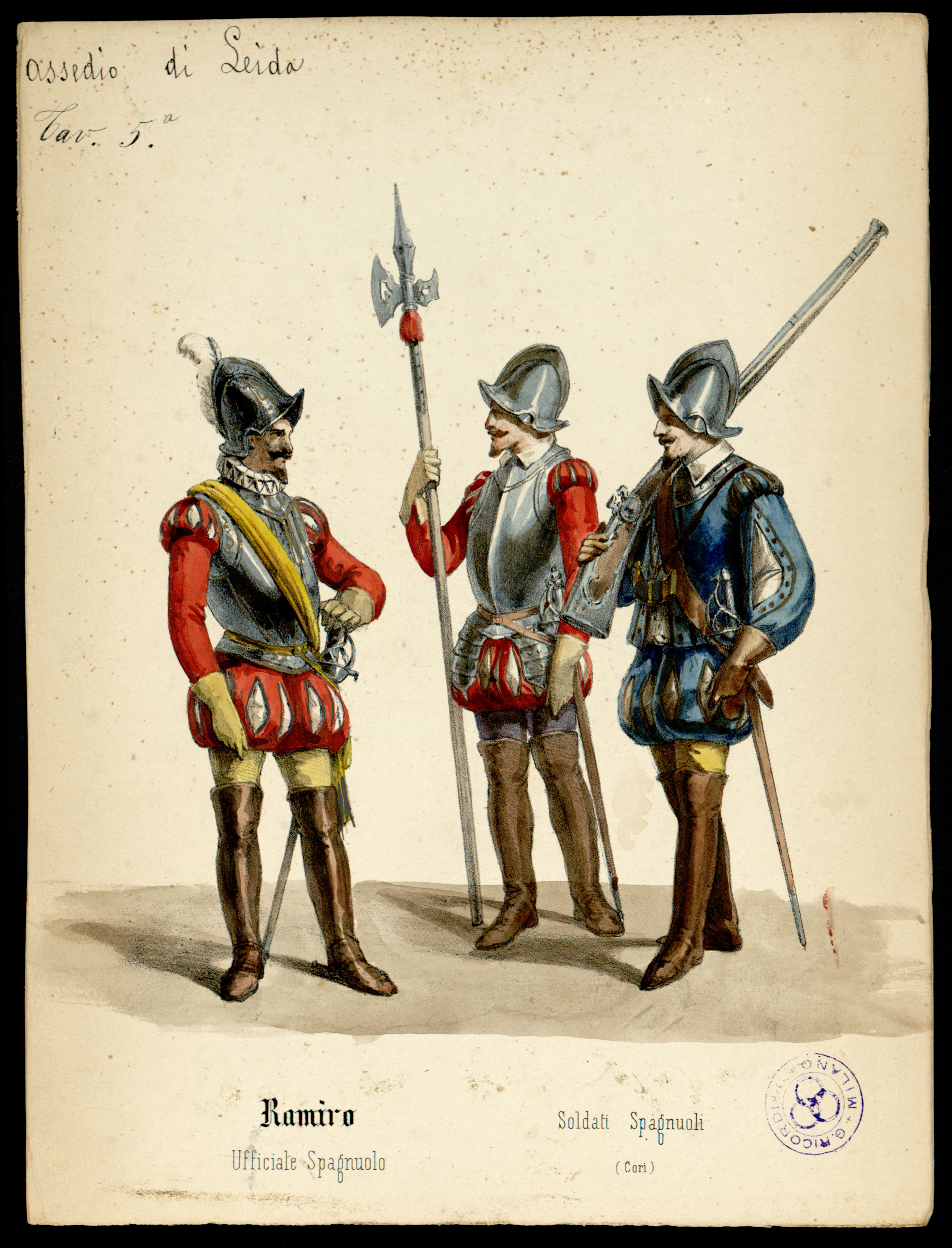
Ramiro, Ufficiale Spagnuolo, e Soldati Spagnuoli, figurino per L'assedio di Leida (1856).

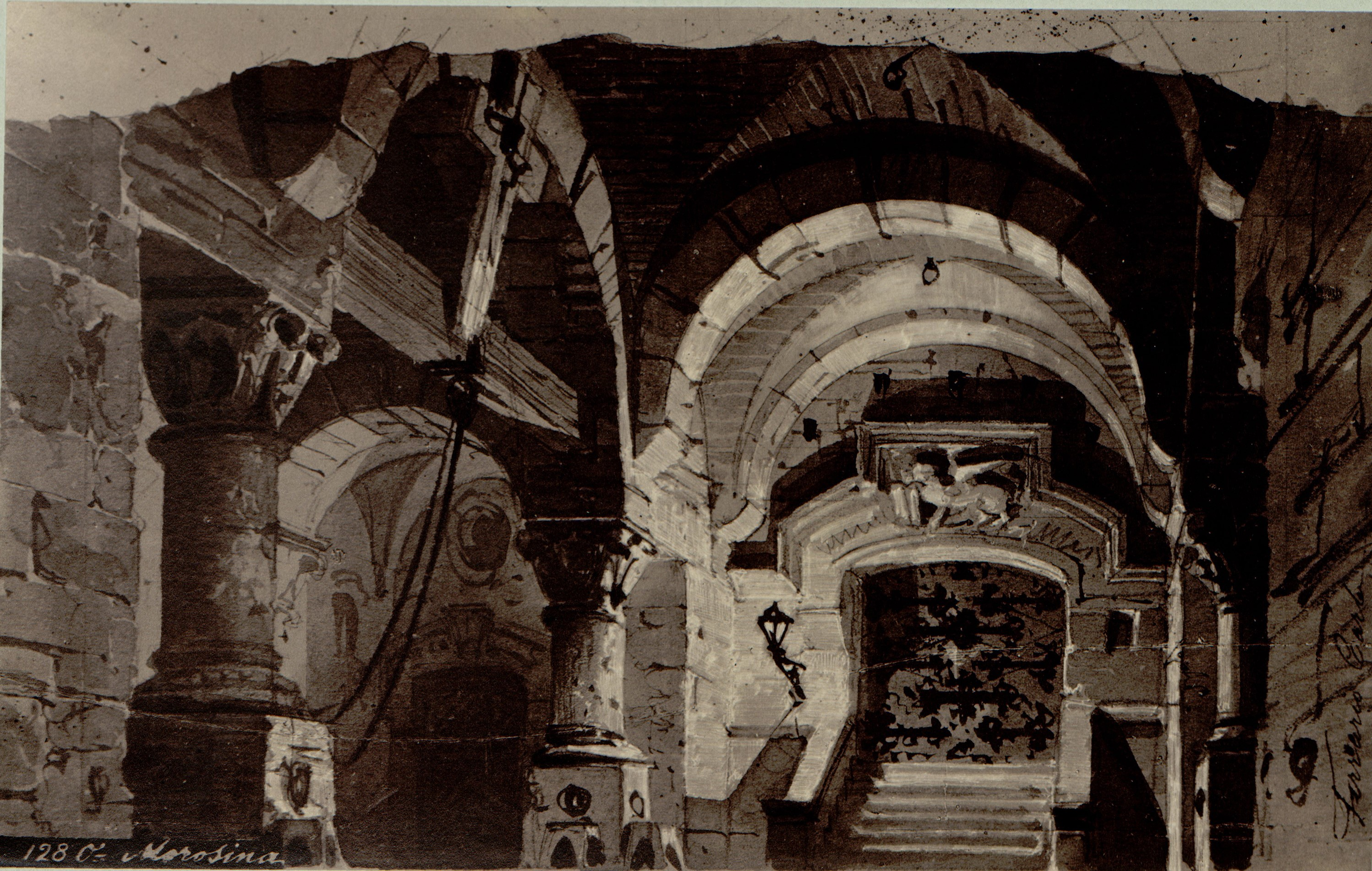
Sala terrena a volta nelle prigioni di stato, bozzetto per Morosina atto 3 scena 5 (1862).

| Titolo                                                       | Genere               | Atti             | Librettista                              | Première                    | Città, Teatro             | Note                                                                                  |
| ------------------------------------------------------------ | -------------------- | ---------------- | ---------------------------------------- | --------------------------- | ------------------------- | ------------------------------------------------------------------------------------- |
| Il diavolo color di rosa                                     | opera buffa          | 2                | Andrea Leone Tottola                     | agosto 1829                 | Napoli, Teatro La Fenice  |                                                                                       |
| Il giorno delle nozze, ovvero Pulcinella marito e non marito | commedia             | 2                | Andrea Leone Tottola                     | 28 gennaio 1830             | Napoli, Teatro Nuovo      |                                                                                       |
| Lo scroccone                                                 | commedia             | 2                | Giovanni Peruzzini (attribuzione dubbia) | 8 febbraio 1834             | Napoli, Teatro Nuovo      |                                                                                       |
| La Cimodocea                                                 | melodramma serio     |                  |                                          | 1835 (anno di composizione) |                           | Composta per il Teatro San Carlo di Napoli ma non rappresentata                       |
| I pirati (I pirati spagnuoli)                                | melodramma semiserio | 2                | Giovanni Emanuele Bidera                 | 13 maggio 1838              | Napoli, Teatro Nuovo      | Revisione: Napoli, Teatro Nuovo, 16 luglio 1856                                       |
| Le miniere di Freinbergh                                     | melodramma semiserio | 2                | Giovanni Emanuele Bidera                 | 16 febbraio 1839            | Napoli, Teatro Nuovo      |                                                                                       |
| Il carnevale di Venezia ossia Le precauzioni                 | opera buffa          | 3                | Marco D'Arienzo                          | 20 maggio 1851              | Napoli, Teatro Nuovo      | Revisioni: Genova, 30 novembre 1853 Milano, 16 febbraio 1858                          |
| Elena di Tolosa                                              | melodramma semiserio | 3                | Domenico Bolognese                       | 12 agosto 1852              | Napoli, Teatro del Fondo  |                                                                                       |
| Marco Visconti                                               | melodramma tragico   | 3                | Domenico Bolognese                       | 9 febbraio 1854             | Napoli, Teatro San Carlo  | Da Tommaso Grossi successo con Rosina Penco, Adelaide Borghi-Mamo e Gaetano Fraschini |
| L'assedio di Leida, o Elnava                                 | melodramma tragico   | prologo e 3 atti | Domenico Bolognese                       | 4 marzo 1856                | Milano, Teatro alla Scala | Da Elnava di Michele Cuciniello                                                       |
| Jone, ovvero L'ultimo giorno di Pompei                       | dramma lirico        | 4                | Giovanni Peruzzini                       | 26 gennaio 1858             | Milano, Teatro alla Scala | Da Gli ultimi giorni di Pompeii di Edward Bulwer-Lytton                               |
| Il duca di Scilla                                            | melodramma serio     | 4                | Giovanni Peruzzini e Leone Fortis        | 24 marzo 1859               | Milano, Teatro alla Scala | Da Victor Séjour                                                                      |
| Morosina, ovvero L'ultimo de' Falieri                        | melodramma tragico   | 3                | Domenico Bolognese                       | 6 gennaio 1860              | Napoli, Teatro San Carlo  | Da Victor Séjour                                                                      |
| Il folletto di Gresy                                         | commedia lirica      | 3                | Domenico Bolognese                       | 28 agosto 1860              | Napoli, Teatro del Fondo  | Da La part du diable di Eugène Scribe                                                 |
| Virginia                                                     | melodramma tragico   | 3                | Domenico Bolognese                       | 23 luglio 1861              | Napoli, Teatro San Carlo  |                                                                                       |
| La contessa d'Amalfi                                         | melodramma serio     | 4                | Giovanni Peruzzini                       | 8 marzo 1864                | Torino, Teatro Regio      | Da Dalila di Octave Feuillet                                                          |
| Celinda                                                      | melodramma tragico   | 3                | Domenico Bolognese                       | 11 marzo 1865               | Napoli, Teatro San Carlo  | con Raffaele Mirate ed Achille De Bassini                                             |
| Caterina Howard                                              | melodramma tragico   | 4                | Giuseppe Cencetti                        | 7 febbraio 1866             | Roma, Teatro Apollo       | Da Cathérine Howard di Alexandre Dumas (padre)                                        |
| Giovanna di Napoli (Giovanna II di Napoli)                   | dramma lirico        | prologo e 3 atti | Antonio Ghislanzoni                      | 27 febbraio 1869            | Napoli, Teatro San Carlo  | diretta da Nicola De Giosa con Giuseppina Pasqua                                      |
| I promessi sposi                                             | melodramma semiserio | 4                | Antonio Ghislanzoni                      | 2 ottobre 1869              | Lecco, Teatro Sociale     | Da I promessi sposi di Alessandro Manzoni                                             |
| Manfredo                                                     | dramma lirico        | prologo e 3 atti | Giorgio Tommaso Cimino                   | 24 marzo 1872               | Napoli, Teatro San Carlo  | con Victor Maurel                                                                     |
| Bianca Orsini                                                | melodramma serio     | 4                | Giorgio Tommaso Cimino                   | 4 aprile 1874               | Napoli, Teatro San Carlo  | dirige Paolo Serrao                                                                   |
| Diana, o La fata di Pozzuoli                                 | opera buffa          | 3                | Raffaele d'Ambra                         | 1876 (anno di composizione) |                           | Non rappresentata                                                                     |
| Salammbô, ossia Solima                                       | opera-ballo          |                  | Antonio Ghislanzoni                      |                             |                           | Incompiuta                                                                            |